# Akarisjauratj
Akarisjauratj är en sjö i Arjeplogs kommun i Lappland och ingår i Piteälvens huvudavrinningsområde. Akarisjauratj ligger i Sulitelma Natura 2000-område.